# René Ramos Latour
René Gilberto Ramos Latour, cuyo nombre de lucha era Daniel (Antilla, Holguín, Cuba, 12 de mayo de 1932 - Finca "El Jobal", Cuba, 30 de julio de 1958), fue un contable y guerrillero revolucionario cubano.

## Biografía
Durante su infancia sus padres se trasladaron a Santiago de Cuba, donde empezó sus estudios. Finalmente estudió en la Escuela Profesional de Comercio de Santiago. Tras obtener el título de contable, en 1953 comenzó a trabajar para la empresa estadounidense Nicaro Nickel Processing Company, que se encontraba ubicada en la provincia de Holguín y que se dedicaba a la producción de níquel, donde la mayoría de sus trabajadores eran locales.
Sus inquietudes revolucionarias lo llevaron a militar sucesivamente en las organizaciones Acción Libertadora, Acción Revolucionaria Oriental (ARO) y Acción Nacional Revolucionaria (ANR), estas dos últimas fundadas y dirigidas por Frank País. Al constituirse el Movimiento 26 de Julio (M-26-7), René se sumó a sus filas. Su actividad revolucionaria se desarrolló en las zonas de Cueto, Antilla, Banes y Mayarí, donde demostró sus habilidades como organizador. Por su labor, fue designado Jefe de Acción en esos territorios del norte de la Provincia de Oriente.
Participó en la organización del M-26-7 en el norte de Oriente, junto con Rafael Orejón Forment, también trabajador de la planta Nicaro, quien fue asesinado durante las llamadas Pascuas Sangrientas. Con vistas a apoyar el Desembarco del Granma, a René le encomendaron la realización de acciones militares en territorio holguinero, lo cual no pudo llevar a cabo por no recibirse las armas.
A fines de 1956, junto con otros compañeros, planeó el ataque al cuartel del central Preston, operación que no cristalizó a causa de una delación. Después, René se incorporó a la lucha en la capital oriental y formó parte, con los grados de teniente, del primer grupo enviado a la Sierra Maestra.
De nuevo en Santiago de Cuba, enviado por el Comandante Fidel Castro, jefe de la Revolución, recibió de Frank País la orden de constituir un segundo frente guerrillero, con los grados de comandante, pero por causa imprevistas esta misión no pudo cumplirse, Frank lo designó entonces su segundo. Al morir Frank, René lo sustituyó en el cargo de jefe de acción y sabotaje del Movimiento 26 de julio. René, recorrió el país desarrollando una intensa labor conspirativa. A su regreso a Santiago de Cuba, intervino en la Huelga de abril de 1958 y dirigió el ataque al cuartel de Boniato. Poco después, tenazmente perseguido por los esbirros del régimen, se incorporó como combatiente a la Sierra Maestra.
Recibió de manos de Fidel Castro el grado de comandante y la jefatura de la Columna n.º 10, al frente de la cual combatió en Santo Domingo. En el mes de julio de 1958 partió a reforzar la tropa del capitán Ramón Paz. Junto con él, Ramos Latour participó en acciones victoriosas como la de la Providencia, lugar donde murió el capitán Paz. Los hombres que estaban al mando del caído, pasaron la jefatura de Daniel y se enfrentaron a las tropas de Sánchez Mosquera. Murió en un combate producido en la finca "El Jobal" el 30 de julio de 1958.
De ideología demócrata, fue el principal opositor de las ideas marxistas de Ernesto "Che" Guevara dentro del movimiento guerrillero. A la muerte de Ramos, Guevara escribiría: 

Profundas divergencias ideológicas me separaban de René Ramos y éramos enemigos políticos, pero supo morir cumpliendo con su deber, en la primera línea y quien muere así es porque siente un impulso interior que yo le negara y que en esta hora rectifico..